# Gaspillage alimentaire en France
 (février 2025).
 (mai 2025).
Le gaspillage alimentaire en France est un thème environnemental, économique et social qui est relativement récent. Il désigne le fait de jeter de la nourriture encore consommable. La lutte contre le gaspillage alimentaire est devenu une priorité internationale et nationale.

## Histoire
Dans les années 1970, les mouvements écologistes et altermondialistes commencent à dénoncer les impacts environnementaux et sociaux du gaspillage alimentaire, notamment dans les pays industrialisés. Par exemple, le WWF a publié, en 1972, un rapport intitulé "The Hungry World" qui a attiré l'attention sur le problème du gaspillage alimentaire et de la faim dans le monde et, en 1979, a lancé une campagne internationale intitulée "Save Food" qui visait à sensibiliser le public au gaspillage alimentaire et à encourager les consommateurs à adopter des habitudes alimentaires plus durables.
Depuis 2013, le droit français s'est doté d'une législation anti-gaspillage complète. 
- En 2013 est adopté et signé le pacte national de lutte contre le gaspillage alimentaire mobilisant l'ensemble des acteurs de la chaîne alimentaire (entreprises, collectivité...). Le pacte pose un certain nombre de mesures et d'engagements de la part de chacun pour permettre un véritable progrès collectif et volontaire autour de la problématique du gaspillage alimentaire (promouvoir le don alimentaire, soutenir la formation continue des futurs professionnels de l'alimentation...) C’est la première loi de ce type en France, elle vise à réduire de moitié le gaspillage alimentaire d'ici 2025.
- En 2016 la loi Garot permet à la France de renforcer les actions de prévention et de lutte contre le gaspillage alimentaire. Cette loi impose notamment aux grandes surfaces de plus de 400m2 de signer des conventions avec des associations pour redistribuer les invendus alimentaires consommables.
- En 2018 la loi EGalim à pour but de fournir un meilleur cadre aux relations entre les acteurs de la chaîne de production alimentaire. Elle poursuit une série d'objectifs comme favoriser une alimentation saine, sûre et durable pour tous ou bien réduire l'utilisation du plastique dans ke domaine alimentaire. Depuis le 1er janvier 2020, elle interdit certains ustensiles plastiques à usage unique comme les pailles ou les assiettes par exemple.  Bien que n'étant pas une loi anti-gaspillage alimentaire à proprement parler, s'inscrit dans une démarche globale de lutte contre le gaspillage en s'attaquant à ses causes profondes et en encourageant des pratiques plus durables.
- En 2020 : Loi AGEC (Anti-Gaspillage et Economie Circulaire) du 10 février 2020 qui renforce les objectifs de la loi Garot en fixant de nouveaux objectifs de réduction du gaspillage alimentaire[1].

## Gaspillage alimentaire en France
Les pertes sont estimées à environ 10 millions de tonnes de nourriture jetées ou perdues annuellement en France, ce qui représente entre 12 et 20 milliards d’euros en valeur financière et environ 15,3 millions de tonnes équivalent CO2 et 15 à 20 % de la production agricole totale.
Ces 10 millions de tonnes se répartissent en 6,5 pour les foyers, 2,3 par la distribution et 1,5 par la restauration.
Ces évaluations ne comprennent pas les pertes des sites de production telles que « les fruits ou légumes présentant des défauts », la mise au standard de certains légumes ou fruit, les fins de production ou les surplus de production qui sont détruits par les producteurs.

### Répartition du gaspillage alimentaire de la production à la consommation
Selon l’ADEME (Agence de la transition écologique) : Citation 
"seuls 19% de nos déchets alimentaires sont dus au gaspillage domestique. Les 81% restants se répartissent ainsi :
32 % sont gaspillés au niveau de la production ;
21 % sont gaspillés au niveau du processus de transformation ;
14 % sont gaspillés lors de la distribution ;
14% sont gaspillés dans des établissements de restauration (collective et commerciale).",.

#### Méthode de lutte contre le gaspillage alimentaire, en France, au niveau de la distribution
- Approche commerciale avec la mise en place du label "Gueules cassées qui vise à faire la promotion commerciale des aliments ne sont pas consommés du fait de leur apparence,

### Impact CO2 du gaspillage alimentaire
En France, le gaspillage alimentaire représente une production de 15,3 millions de tonnes de CO2. C’est 5 fois plus que les émissions de notre trafic aérien intérieur et un tiers du CO2 émis par l’ensemble des voitures françaises.

### Impact sur les surfaces agricoles du gaspillage alimentaire
Il n'existe pas de données précises sur l'impact sur les surfaces agricoles du gaspillage alimentaire.
Cependant, il est possible de faire des estimations approximatives :
Selon l'ADEME (Agence de la transition écologique), environ 10 millions de tonnes de nourriture sont gaspillées chaque année en France.
Si l'on suppose que cette nourriture est produite sur des terres agricoles françaises, cela représente environ 3 millions d'hectares, soit environ 10% de la surface agricole utile (SAU) en France.
La FAO estime que c'est, au niveau mondial, 1,4 milliard d’hectares de terres, soit 30% des superficies agricoles du monde qui servent annuellement à produire de la nourriture perdue ou gaspillée.

### Impact sur l'eau du gaspillage alimentaire
En 2022, la consommation d'eau douce pour l'agriculture s'est élevée à 58% du total de l'eau douce consommée.
Selon l'ADEME (Agence de la transition écologique), le gaspillage alimentaire en France est responsable de la consommation d'environ 56 210 litres d'eau par an par personne. Rapporté à la population française de 65,8 millions d'habitants au recensement de 2023, ce serait 3,434 km3 qui serait donc utilisé chaque année pour produire de la nourriture gaspillée.
La FAO estime que c'est, au niveau mondial, environ 6% des prélèvements d’eau mondial utilisé chaque année pour produire de la nourriture perdue ou gaspillée s’élève à 250 km3.

### Impact énergétique
L'énergie joue un rôle crucial dans la production agricole en France, représentant environ 2,3 % de la consommation finale d'énergie du pays en 2022. Cela se traduit par une consommation d'environ 4,5 millions de tonnes équivalent pétrole (Mtep) par an.
La consommation d'énergie dans l'agriculture française se répartit comme suit :
- Produits pétroliers : 75% (utilisés comme carburant, comme moyen de chauffage des serres, pour la production de plastiques agricoles, pour la fabrication d'engrais azotés synthétiques)
- Électricité : 16%
- Gaz : 6%
- Autres sources d'énergie : 3% (dont la biomasse)

#### Impact énergétique pour les produits pétroliers
Les engrais : selon la FAO, en 2021, l'agriculture française a utilisé 1,839 millions de tonnes d'engrais azotée représentant, sur la base de 3 000 kcal/kg, 5,517 millions de tonnes d'équivalent pétrole (MtP) (en réalité du gaz).
En prenant, l'hypothèse base des 15/20% de la production agricole qui part en gaspillage alimentaire, c'est 0,8 millions de tonnes d'équivalent pétrole (MtP) qui sont perdu.

### Le paradoxe social
Alors que les pertes sont estimées à environ 10 millions de tonnes de nourriture jetées ou perdues annuellement en France, en 2018, un Français sur cinq est en situation de précarité alimentaire.

## Des solutions originales contre le gaspillage alimentaire
- Le concept de Disco Soupe : il s'agit d'évènements participatifs où des bénévoles se rassemblent pour préparer ensemble des soupes afin de transformer des fruits et des légumes abîmés ou sur le point d'être jetés, tout en créant un moment de partage. Il s'agit de sensibiliser le public à l'importance de réduire le gaspillage alimentaire et de promouvoir une alimentation plus durable et responsable. Ce concept ludique et engagé a connu un grand succès. En à peine un an, le mouvement se développe dans plus de 50 villes et se diffuse petit à petit partout dans le monde (Espagne, Corée du Sud, Pays-Bas, Etats-Unis, Kazakhstan...).
- Les Gars-pilleurs, un mouvement libre qui dénonce les absurdités de l'agroalimentaire en distribuant gratuitement les produits jetés par les supermarchés. Les militants anti-gaspillage dissèquent les poubelles des grandes distributions. L'objectif est de récupérer des produits encore consommables pour dénoncer le gâchis. Ce mouvement s'est notamment fait connaître grâce à l'émergence des nouvelles technologies qui leur a permis de diffuser et de médiatiser en masse leurs actions.
- Les applications anti-gaspillages : Les supermarchés, boulangeries, restaurants et bien d'autres sont parfois obligés de se débarrasser des invendus ou des excédents de stocks. Il existe alors des applications anti-gaspi comme Phénix ou Too Good to Go permettant aux utilisateurs d'acheter à bas prix les invendus alimentaires des commerçants. Pour l'application Phénix, les utilisateurs connaissent à l'avance le contenu de leur panier tandis que pour Too Good to go, ils acceptent de se laisser surprendre. L'application revendique aujourd'hui plus de 10 millions d'utilisateurs en France. Il s'agit alors d'une belle manière de manger anti-gaspi et à petit prix.